# 彭範 (嘉靖丁未進士)
彭範（1514年—？），字克憲，號東溪，河南河南府陝州靈寶縣人，軍籍，明朝政治人物。

## 生平
嘉靖二十二年（1543年）癸卯科河南鄉試第三十一名舉人。嘉靖二十六年（1547年）中式丁未科會試第九名，登第三甲第二十七名進士。户部觀政，授滑县知县，二十九年九月选授户科给事中，三十四年七月升兵科右，三十五年四月升礼科左，五月升刑科都，三十七年九月升山西布政司左参政。

## 家族
曾祖彭滿；祖父彭珪；父彭儀，母楊氏。子彭桐。